# Vitamin B1
Vitamin B1 (tiamin, aneurin) je vitamin, koji se otapa u vodi i ima važnu ulogu u metabolizmu ugljikohidrata. Vrlo je važan i za normalno funkcioniranje živčanog sustava, a pomanjkanje tog vitamina uzrokuje bolest poznatu pod nazivom beri-beri. Otkriven je 1911., kada je Kazimir Funk u ljusci riže pronašao važan aktivni faktor, kojim se bolest beri-beri može izliječiti i tako ga nazvao 'vitaminom.
Po izloaciji i isntezi B1 vitamina poznat je i Roger John Williams, američki biokemičar.
Tiamin je organska molekula sastavljena od pirimidinskog i tiazolskog prstena, koji su međusobno povezani metilenskim mostom, a organizmu djeluje u obliku koenzima tiamin pirofosfata. To je bijeli igličasti kristalični prašak karakterističnog mirisa po kvascu. Tiamin se dobro topi u vodi, metanolu i glicerolu, a praktički je netopljiv u etanolu, acetonu i benzenu. U kiselim je otopinama stabilan dok se u neutralnim i lužnatim otopinama brzo razgrađuje.
Unos tiamina u izravnoj je vezi s unosom ugljikohidrata. Bogati izvori vitamina B1 su neoguljena 
zrna žitarica, kvasac, mlijeko, meso, voće i povrće, orah i slične sjemenke. Smatra se da su potrebe zdravog odraslog muškaraca 0.9 - 1.5 mg tiamina, a zdrave odrasle žene 0.8 - 1.1 mg jer se otprilike 1 mg tiamina dnevno razgrađuje u organizmu. Veće se količine izlučuju iz tijela.
Tiamin je vrlo potreban u intermediarnom metabolizmu ugljikohidrata jer je aktivna forma tiamina - 
tiamin pirofosfat, koenzim enzima koji kataliziraju dekarboksilaciju α-ketokiselina. Nalazi se i u aksonima živaca, pa ima i ulogu u neuromuskularnom prijenosu. Stoga on poboljšava probavu i održava normalno funkcioniranje živčanog sustava.
Nedostatkom ovog vitamina dolazi do hipovitaminoze beri-beri. Ona je prije bila poznata na Dalekom Istoku jer su ljudi jeli samo rižu s oljuštenom ljuskom. Ona je danas rijetka, ali u razvijenim zemljama najčešći je uzrok alkoholizam. Teška hipovitaminoza se očituje u poremećajima središnjeg živčanog sustava te klijenuti mišića. Uz beri-beri jedna od hipovitaminoza je i neuritis.

## Vitamin B1{\displaystyle _{1}}- Energija za mozak
Osobu kojoj trebaju dodatne količine vitamina B1 odnosno tiamina nije teško naći. Jedete li kuhanu hranu, mogući deficit je više nego vjerojatan. Više od pola vitamina B1 u sirovoj hrani postaje žrtva kuhanja. A ako u prehrani imate mnogo rafiniranog, obrađenog brašna i žitarica, "pojačanih" ili s nekim dodacima, toplina neće imati što uništiti. Trudnoća i dojenje povećavaju potrebu tijela za vitaminom B1. Povećana potreba vitamina B1 je u slučaju da konzumiramo šećer i druge rafinirane ugljikohidrate, bavimo se sportom, imamo previše aktivnu štitnjaču i konzumiramo previše alkohola ili čaja. Potreba se također povećava starenjem. Osobe u starijoj životnoj dobi ne metaboliziraju vitamin kao što su nekoć mogle te stoga moraju konzumirati veću količinu te tvari.
Beri-beri, zvuči poput egzotične bolesti iz davnih vremena, bolesti nerazvijenog svijeta. Nažalost, ona postoji i danas. Kako obično nastaje u teškom alkoholizmu, liječnici je poznaju kao kardiomiopatiju povezanu s alkoholom. Za vrijeme bolesti srčani mišić gubi svoju sposobnost učinkovitog stezanja. Isto ako treba znati da bolest ne zaobilazi ni živčani sustav, probavni sustav, kao ni druge dijelove naše fiziologije.

### Sposobnost učenja i mentalne sposobnosti
Svojstveni pokazatelj beri-berija je disfunkcija mozga, ali duševni poremećaji postaju zamjetljivi mnogo prije nego što se niska razina tiamina može svrstati medu nedostatnu. Povećanje razine tiamina u krvi na zdraviju vrijednost pomaže čuvanju od duševnih poremećaja. Pošto to pokazuju školska standardna ispitivanja,  dodatne količine vitamina B1 pomažu djeci s teškoćama učenja pa svoje sposobnosti mogu povećati do 25 %. U nekim slučajevima posve su nestali ozbiljni poremećaji ponašanja. 
Velike doze vitamina B1 omogućuju bolju koncentraciju i bolje iskorištavanje mentalnih sposobnosti.  Studenti koji su dva mjeseca dnevno uzimali 50mg tiamina, brže su reagirali, jasnije razmišljali te bili staloženiji i energičniji.

### Agresivno i adiktivno ponašanje
Agresivno i Adiktivno ponašanje kao i drugi poremećaji vezani za psihijatrijsko liječenje uključujući poremećaj ličnosti i neke druge duševne bolesti posjeduju zajedničke prehrambene nazivnike što uključuje i nedostatak tiamina. Trideset posto od onih koji su primljeni u psihijatrijsku ustanovu na liječenje pate od nedostatka vitamina B1. Kod održavanja ravnoteže tvari u mozgu, npr. kod acetilholina, odgovornih za dobro raspoloženje možemo koristiti vitamin B1 u dozi od 400mg dnevno kako bismo se oporavili od potištenosti.

### Gubitak pamćenja
Kod osoba koje pate od Alzheimerove bolesi razina vitamina B1 u krvi obično je znatno niža od normalne. Međutim vraćanje razine tiamina u krvi ne može popraviti već učinjenu štetu, ali određeni broj pacijenata s rjeđom podskupinom alzheimerove bolesti dobro reagira na vrlo velike doze vitamina B1.

### Živčani sustav i bol
Vitamin B1 poboljšava funkcije živčanog sustava i smanjuje bol. Vitamin B1 dan u obliku injekcije može ukloniti Perifernu neuropatiju. Injekcija je djelotvorna na više od 50% slučajeva, pod uvjetom da se B-kompleks uravnoteži. Dvanaestotjedna terapija tiaminom i drugim vitaminima iz B kompleksa može pomoći pacijentima s dijabetičkom neuropatijom (Odumiranje živaca zbog velike količine šećera u krvi).  Za liječenje dijabetičke neuropatije korišten je tiamin u obliku alitiamina u dozi od 320mg, a kao podrška korištene su velike doze vitamina B6 i vitamina B12.
Većim dozama tiamina zajedno s B-kompleksom možemo ukloniti bol od herpesa, migrenske glavobolje i neke artritične poremećaje. Oralne doze od 1-4g bi mogli ukloniti bol kod 78% pacijenata s glavoboljom, i 25% pacijenata s bolovima u zglobovima.

### Bolesti srca
Na svakog alkoholičara s posve razvijenom alkoholnom kardiomiopatijom dolazi stotine drugih koji pate od manjeg stupnja oštećenja srčanog mišića nastalog zbog nedostatka vitamina B1. Diuretički lijekovi, često propisivani za liječenje povišenog krvnog tlaka, kongestivnog zastoja srca te protiv zadržavanja vode, još više troše zalihe tiamina, kao i druga hranjiva. Odgovarajuće doze vitamina B1 mogu popraviti funkciju srčanog mišića.

### Trovanje olovom
Opasnost od nakupljanja olova u organizmu, ne odnosi se samo na nečuvanu djecu koja jedu krhotine oguljene boje. Trovanje olovom glavna je okolišna opasnost. Posljedica takvog trovanja su teškoće u učenju, oštećenje živčanog sustava i drugi živčani poremećaji. Mala količina vitamina B1 u organizmu omogućuje nakupljanje tog metala, a veće količine vitamina B1 mogu spriječiti nakupljanje olova.

### Slab imunosni sustav kod djece
Djeca sklona tipičnim bolestima oslabljenog imunosnog sustava imaju neobično visoku dozu folne kiseline i vitamina B12. Takva djeca dobro reagiraju na terapiju vitaminom B1.  Kao što vidimo, u slučaju da B-kompleks u organizmu nije uravnotežen mogu se pojaviti problemi koji su rezultat oslabljenog imunosnog sustava.

## Doziranje
- prosječne dnevne potrebe 0.9 - 1.5 mg, ali uravnoteženo s ostalim članovima B-kompleksa za tu svrhu je najbolji izbor tiamin-hidroklorid koji se nalazi u vitaminskim tabletama za oralnu primjenu.
- 100 i 1000 mg dnevno su terapeutske doze, a koriste se kada se zaliha B1 vitamina mora brzo obnoviti(beri-beri, Wernickeova encefalopatija) -  za ovu svrhu je najbolji izbor tiamin-pirofosfat, dok alitiamin tijelo najbrže apsorbira.

## Vanjske poveznice
- Vitamini topivi u vodi. Inačica izvorne stranice arhivirana 24. listopada 2008. Pristupljeno 28. kolovoza 2007.
- Vitamini B skupine - DIETPHARM - HR  Arhivirana inačica izvorne stranice od 6. ožujka 2016. (Wayback Machine)
- PLIVAzdravlje - Jedna skupina - 8 vitamina
- HZJZ - Vitamin B1  Arhivirana inačica izvorne stranice od 10. ožujka 2021. (Wayback Machine)